# Sarambi
Sarambi est un village camerounais de la région de l'Est. Il se situe dans le département de Lom-et-Djérem et dépend de la commune de Bétaré-Oya et du canton de Yayoué. 

## Population
D'après le recensement de 1966, Sarambi comptait cette année-là 29 habitants. Il en comptait 106 en 2005 et 217 en 2011 dont 88 jeunes de moins de 16 ans et 29 enfants de moins de 5 ans. 

## Infrastructures
En 2011, le plan communal de développement de Bétaré-Oya prévoyait de construire un magasin de stockage agricole à Sarambi, et d'électrifier le village. 